# Ferreiros de Tendais
Ferreiros de Tendais is een plaats (freguesia) in de Portugese gemeente Cinfães en telt 802 inwoners (2001).